# Las Margaritas
Las Margaritas là một đô thị thuộc bang Chiapas, México. Năm 2005, dân số của đô thị này là 98374 người.